# أوكتاي ديليبالتا
أوكتاي ديليبالتا (بالتركية: Oktay Delibalta) (27 أكتوبر 1985 بسامسون في تركيا - ) هو لاعب كرة قدم تركي في مركز الوسط. لعب مع أنطاليا سبور وسامسون سبور وغازي عنتاب سبور وغنتشلربيرليغي ومرسين إيدمانيوردو وعلي بك كوي ‏.

## وصلات خارجية
- أوكتاي ديليبالتا على موقع اتحاد تركيا (لاعب) (الإنجليزية)
- أوكتاي ديليبالتا على موقع قاعدة بيانات كرة القدم.إي يو (الإنجليزية)
- أوكتاي ديليبالتا على موقع Soccerway.com (الإنجليزية)
- أوكتاي ديليبالتا على موقع عالم كرة القدم.نت (الإنجليزية)